# غار سنگ چوبه
غار سنگ چوبه مربوط به عصر نوسنگی است و در شهرستان خرم‌آباد، بخش پاپی، دهستان سپیددشت، ۸۰۰ متری شمال شرقی روستای کولوی واقع شده و این اثر در تاریخ ۸ بهمن ۱۳۸۵ با شمارهٔ ثبت ۱۷۰۰۱ به عنوان یکی از آثار ملی ایران به ثبت رسیده است.